# Collin Welp
Collin Welp (* 15. Dezember 1998 in Seattle) ist ein US-amerikanisch-deutscher Basketballspieler.

## Werdegang
Der Sohn von Christian Welp, Europameister von 1993, wuchs in Seattle in den Vereinigten Staaten auf. Als Jugendlicher betrieb er Basketball, Baseball und American Football. Sein Vater vermittelte ihm als sein erster Basketballtrainer eigener Aussage nach viele technische und taktische Einzelheiten der Sportart. Collin Welp sagte im Dezember 2019 über seinen 2015 verstorbenen Vater, dieser habe ihn „alles gelehrt, was ich weiß“.
Er spielte als Jugendlicher sechs Jahre beim Eastside Basketball Club nahe Seattle und gehörte der Basketball-Schulmannschaft der Seattle Prep High School an. In seinem ersten Jahr an der University of California, Irvine (2017/18) nahm Welp nicht am Wettkampfbetrieb teil, zwischen 2018 und 2022 bestritt er 121 Spiele für die Hochschulmannschaft (12,3 Punkte, 5,9 Rebounds/Spiel) der ersten NCAA-Division. Welp war zeitweise Kapitän.
Seinen ersten Vertrag als Berufsbasketballspieler unterzeichnete Welp in der Sommerpause 2022. Erst kurz vor der Meldung seiner Verpflichtung durch den deutschen Bundesligisten S.Oliver Würzburg Ende Juli 2022 erhielt Welp die deutsche Staatsangehörigkeit. Für Würzburg bestritt er insgesamt 70 Bundesliga-Spiele, 2024 erreichte Welp mit der Mannschaft das Halbfinale um die deutsche Meisterschaft.
Im Sommer 2024 wechselte er innerhalb der Bundesliga zur BG Göttingen. Mit den Niedersachsen verpasste er in der Saison 2024/25 den Klassenerhalt in der Bundesliga. Welp blieb in der höchsten deutschen Spielklasse, indem er sich im Sommer 2025 dem Mitteldeutschen BC anschloss.